# Línguas da República do Congo
A língua oficial da República do Congo é o francês. Outras línguas são principalmente bantas, e as duas línguas nacionais no país são quituba e lingala  (13%), seguidas por Mboshi, teque (16.9%) e mais de quarenta outras línguas, incluindo línguas de pigmeus (1,4%), que não são idiomas bantos. 
O francês é falado por 30% da população brazavile-congolesa. De acordo com um estudo de Omar Massoumou, 88% das pessoas em Brazzaville com mais de 15 anos conseguem escrever frases simples em francês. 
De acordo com a Universidade Laval, por causa das guerras civis que abalaram o país, o francês se tornou uma "língua refúgio" para várias facções armadas. Por exemplo, falantes não-perfeitamente fluentes em quituba e congo (especialmente os do norte), e lingala (especialmente os do sul) preferem falar francês por razões de segurança. Por medo de revelar sua etnia, os congoleses usam o francês, o que ajuda a preservar seu anonimato. (Veja também: francês africano)     
Falantes de línguas teques formam 16.9% da população e são encontrados principalmente no Departamento de Plateaux, na Cuvette-Ouest (onde são conhecidos como Mbéti e Tégué), Niari (onde são conhecidos como Nzabi), Bouenza e na região de Pool. 
Já a língua laari (ou lari), do povo laari, é uma mistura de vários idiomas do congo, e é o idioma mais falado na região de Pool. 

## Ligações externos
- Situação linguística do Congo-Brazzaville